# Мадридский комплекс дальней космической связи
Мадридский комплекс дальней космической связи (MDSCC) — антенная система в Испании, расположен в Робледо-де-Чавела. Принадлежит Национальному институту аэрокосмической техники.
Антенна является частью сети дальней космической связи НАСА — глобальной сети радиоантенн, которая используется Лабораторией реактивного движения НАСА для управления космическими аппаратами и спутниками, а также для радио- и радиолокационных исследований.

## Инструменты обсерватории
Комплекс состоит из 5 антенн:
- DSS-54 и DSS-55 — 34 метровые антенны.
- DSS-63 — полноповоротная параболическая антенна, главный инструмент обсерватории, радиотелескоп построен в 1974 году, первоначальный диаметр 64 метра. В 1987 году диаметр антенны был увеличен с 64 до 70 метров, чтобы обеспечить лучший приём данных от «Вояджер 2» при прохождении планеты Нептун.
- DSS-65 — параболическая антенна диаметром 34 метров, построена в 1987 году. Передатчик Х-диапазона мощностью 20 кВт. Ведет приём в диапазонах S и X.
- DSS-66 — является бывшей параболической антенной станции слежения в Фреснедилья, откуда перенесена сюда в 1983 году.